# Палестина на Чемпіонаті світу з водних видів спорту 2015
Палестина взяла участь у Чемпіонаті світу з водних видів спорту 2015, який пройшов у Казані (Росія) від 24 липня до 9 серпня.

## Плавання
Палестинські плавці виконали кваліфікаційні нормативи в дисциплінах, які наведено в таблиці (не більш як 2 плавці на одну дисципліну за часом нормативу A, і не більш як 1 плавець на одну дисципліну за часом нормативу B):
Чоловіки
| Спортсмен     | Дисципліна           | Попередній заплив | Попередній заплив | Півфінал        | Півфінал        | Фінал           | Фінал           |
| Спортсмен     | Дисципліна           | Час               | Місце             | Час             | Місце           | Час             | Місце           |
| ------------- | -------------------- | ----------------- | ----------------- | --------------- | --------------- | --------------- | --------------- |
| Мохаммад Абдо | 50 м вільним стилем  | 25.84             | 81                | Завершив виступ | Завершив виступ | Завершив виступ | Завершив виступ |
| Ахмед Гебрель | 200 м вільним стилем | 1:58.54           | 72                | Завершив виступ | Завершив виступ | Завершив виступ | Завершив виступ |
| Ахмед Гебрель | 400 м вільним стилем | 4:09.97           | 65                | Н/Д             | Н/Д             | Завершив виступ | Завершив виступ |

Жінки
| Спортсменка    | Дисципліна          | Попередній заплив | Попередній заплив | Півфінал         | Півфінал         | Фінал            | Фінал            |
| Спортсменка    | Дисципліна          | Час               | Місце             | Час              | Місце            | Час              | Місце            |
| -------------- | ------------------- | ----------------- | ----------------- | ---------------- | ---------------- | ---------------- | ---------------- |
| Мірі Аль-Атраш | 50 м вільним стилем | 30.25             | 92                | Завершила виступ | Завершила виступ | Завершила виступ | Завершила виступ |